# Eloy Fariña Núñez
Eloy Fariña Núñez (25 de junio de 1885 en Humaitá, Paraguay - 3 de enero de 1929 en Buenos Aires, Argentina) fue un poeta, narrador, ensayista, dramaturgo y periodista.

## Primeros pasos
Hijo de Félix Fariña y Buenaventura Núñez.
Contando apenas ocho años, se trasladó a provincia de Corrientes, Argentina en donde realizó sus estudios primarios. Pasó luego a Paraná, ciudad a cuyo seminario ingresó, adquiriendo sólidos conocimientos de cultura clásica, música e idiomas tales como el latín, el griego, el portugués, el francés y el italiano. 
Sin concluir sus estudios para sacerdote viajó a Buenos Aires, Argentina; donde prosiguió la carrera de las leyes, que tuvo que abandonar por problemas económicos.

## Trayectoria
Se dedicó a la función pública. De esta época data una famosa anécdota que lo tiene como protagonista; dado su natural talento y su dedicación al trabajo, le ofrecieron la administración general de impuestos con la sola condición de que adoptara la nacionalidad argentina; la respuesta del poeta fue conmovedora: «Excelencia... yo tengo dos madres: una, pobre pero digna, a la que debo mi nacimiento, que es el Paraguay, y la otra, rica y generosa, la Argentina, donde me he formado y constituido mi hogar. Permítame que sea consecuente con ambas».
Sus principios y su honestidad le valieron, poco tiempo después la asignación en el cargo ofrecido, con prescindencia de la cuestión de la nacionalidad.
En la presentación de sus Poesías completas y otros textos, la editorial El Lector señala que Fariña Núñez «... es, sin dudas, el intelectual creativo mejor formado de su generación.
Su obra ha sido una contribución esencial al modernismo en el Paraguay, además de proporcionar unos testimonios valiosos de elevación moral. Pese a no residir en el país la mayor parte de su vida,... jamás dejó de participar de la realidad y las vicisitudes de su comunidad nacional. Conciencia alerta y preocupada por los inquietantes signos de su tiempo,... puso su esfuerzo en interpretarlos con rigor y honestidad intelectual». Y en la introducción del mismo libro, el consagrado intelectual paraguayo Francisco Pérez-Maricevich lo describe como: «... el poeta de universal reconocimiento en nuestra literatura...» para agregar que la suya es «...una de las vidas paraguayas más intensas, reflexivas y de mayor elevación moral. 
Es también una de las más fecundas y ejemplares, por lo noble del espíritu y la firme serenidad de sus líneas». 
Es, en efecto, el poeta paraguayo más recordado en las antologías extranjeras.

## Últimos años
Casado con la dama argentina Laura Fernández de la Puente, joven aún y en plena actividad creativa, falleció en Buenos Aires el 3 de enero de 1929.

## Obras
- Mirtita Y lulú
- Zumzum

- Mundo de los fantoches
- Centenario Paraguayo
- Canto Secular - Publicado en 1911 como homenaje al centenario de la Independencia Paraguaya, uno de los más extensos poemas en toda la literatura de su país mediante el cual trató de afirmar los valores espirituales de una nación que renacía de la catástrofe, exaltando en sus versos los más elevados ideales y condenando los errores y horrores de las luchas inhumanas.
- Al margen del caso paraguayo
- Bucles de Oro - Un cuento que, en 1913, obtuvo el primer premio en un certamen patrocinado por el diario La Prensa de Buenos Aires y que le significó, en su momento, la consagración en su labor literaria.
- Rhódophis
- Las vértebras de pan
- El significado de la obra de Rubén Darío
- Conceptos estéticos
- El estanco del tabaco

Los poemarios:
- Curupí
- El jardín del silencio
- Cármenes
- Mitos guaraníes